# Визинтин, Бруно
Бруно Визинтин (итал. Bruno Visintin; 23 ноября 1932, Специя — 11 января 2015, Специя) — итальянский боксёр лёгких и средних весовых категорий. В начале 1950-х годов выступал за сборную Италии: бронзовый призёр летних Олимпийских игр в Хельсинки, чемпион Европы, чемпион Средиземноморских игр, участник многих международных турниров и матчевых встреч. В период 1952—1966 успешно боксировал на профессиональном уровне, владел титулом чемпиона Европы по версии ЕБС.

## Биография
Родился в городе Специя, регион Лигурия. На международной арене дебютировал в возрасте восемнадцати лет, приняв участие в матчевой встрече со сборной Турции. Первого серьёзного успеха на ринге добился в 1951 году, когда стал чемпионом Италии среди любителей, выиграл Средиземноморские игры в Александрии и завоевал золотую медаль на домашнем чемпионате Европы в Милане. Благодаря череде удачных выступлений удостоился права защищать честь страны на летних Олимпийских играх 1952 года в Хельсинки — сумел дойти здесь до полуфинала полусредней весовой категории, после чего единогласным решением судей проиграл американцу Чарльзу Эдкинсу, который в итоге и занял первое место на турнире.
Получив бронзовую олимпийскую медаль, решил попробовать себя среди профессионалов и покинул сборную. Его профессиональный дебют состоялся уже в сентябре 1952 года, в течение двух последующих лет он провёл множество победных поединков. Первое в карьере поражение потерпел в мае 1954 года, когда на кону стояли титулы чемпиона Италии и чемпиона Европейского боксёрского союза (ЕБС) — поединок продлился все пятнадцать раундов, и судьи решили оставить чемпионские звания у действующего чемпиона Дуилио Лои.
Несмотря на проигрыш, Визинтин продолжил активно выходить на ринг и вскоре заслужил пояс чемпиона Италии в лёгком весе. Он периодически терпел поражение, но большинство матчей всё же выигрывал и довольно долгое время оставался итальянским чемпионом. В феврале 1960 года ему представилась ещё одна возможность заполучить титул чемпиона ЕБС, но матч-реванш с Лои закончился с тем же результатом. Звания чемпиона Европы среди профессионалов Визинтин удостоился только в 1964 году, когда поднялся в первый средний вес. Он пять раз защитил чемпионское звание, после чего во время шестой защиты получил технический нокаут от шведа Бо Хогберга. Этот матч, состоявшийся в январе 1966 года, оказался последним в его карьере. Всего в профессиональном боксе Бруно Визинтин провёл 90 боёв, из них 78 окончил победой (в том числе 23 досрочно), 9 раз проиграл, в двух случаях была зафиксирована ничья.